# Nottinghamská univerzita
Nottinghamská univerzita je britská veřejná vysoká škola zaměřená na výzkum, která má sídlo v Nottinghamu. Byla založena v roce 1881 jako Univerzitní kolej Nottingham. V roce 1948 jí byla udělena královská výsadní listina. Univerzita je členem elitního sdružení 24 výzkumných britských univerzit Russell Group.

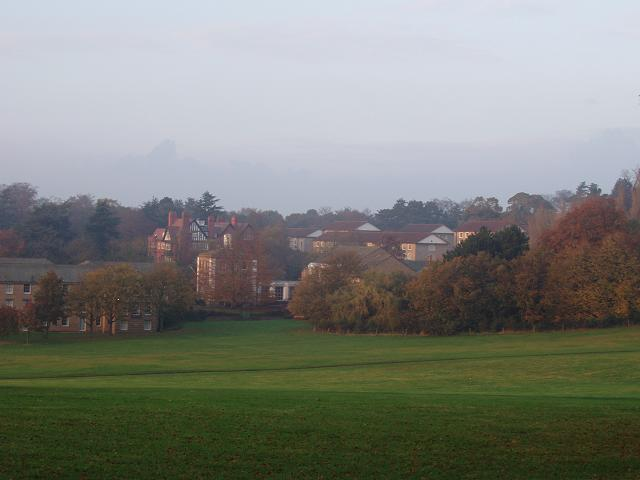
University Park

Hlavním kampusem univerzity je University Park Campus. Společně s Jubilejním kampusem (Jubilee Campus) a fakultní nemocnicí Queen's Medical Centre se nachází přímo v Nottinghamu, zatímco řada menších kampusů a pracovišť je rozeseta po hrabstvích Nottinghamshire a Derbyshire. Mimo území Spojeného království má univerzita kampusy v malajském Semenyihu a čínském Ning-po. Škola sestává z pěti fakult, v jejichž rámci působí na 50 kateder, ústavů, a vědeckých center. Ve studijním roce 2019/2020 měla univerzita téměř 45 500 studentů a 7000 zaměstnanců. Celkový příjem univerzity činil ve školním roce 2020/2021 694 milionů liber, z čehož 114,9 milionu pocházelo z výzkumných grantů a smluv.
Absolventům školy byly uděleny celkem 3 Nobelovy ceny, jedna Fieldsova medaile, jedna Turnerova cena a Medaile a cena Dennise Gabora. Univerzita je členem Asociace univerzit Commonwealthu, Asociace evropských univerzit, sdružení Russell Group a Universities UK, skupiny Universitas 21 a konsorcia Virgo.

## Historie

### Založení

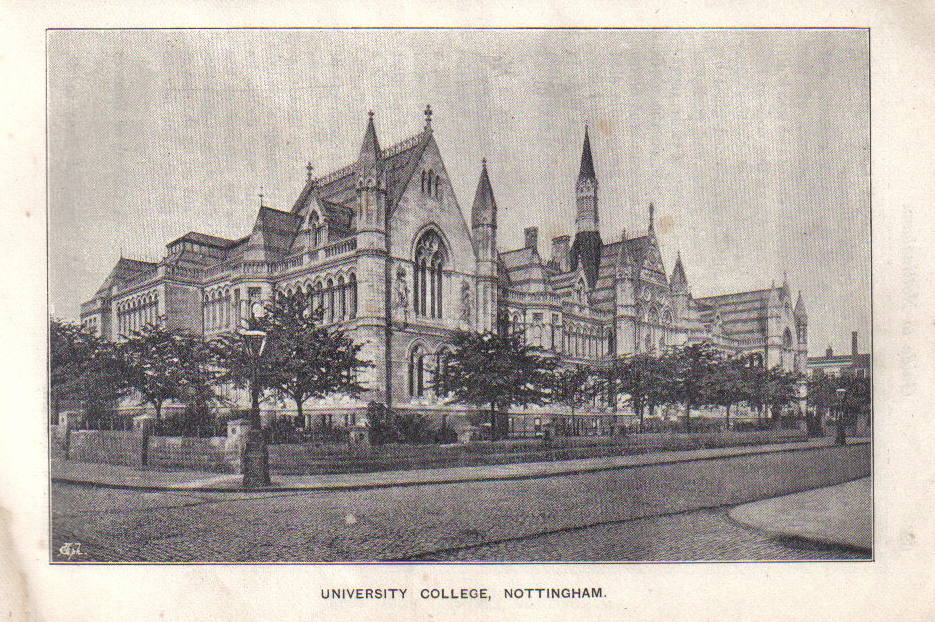
Nottinghamská univerzitní kolej v roce 1897. Budova je dnes známa jako Arkwrightova budova a patří k Nottinghamské Trentově univerzitě.

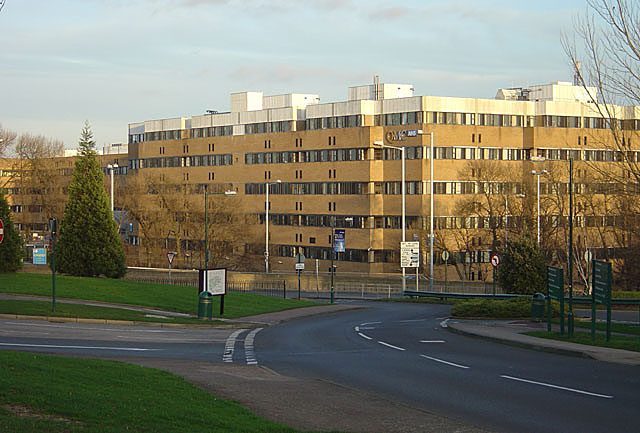
Fakultní nemocnice Queen's Medical Centre

Počátky Nottinghamské univerzity sahají až do roku 1798, kdy byl ve městě založen učitelský ústav. V roce 1873 zde začaly fungovat přednáškové semináře Univerzity v Cambridgi. Jak ústav, tak semináře byly ve své době prvními v zemi a patří k předchůdcům dnešní univerzity. Nicméně za vlastní založení školy je všeobecně pokládáno zřízení Univerzitní koleje Nottingham v roce 1881 coby koleje pro přípravu studentů na zkoušky na Londýnskou univerzitu.
Základní kámen koleje byl slavnostně položen v roce 1877. Akt poklepání provedl tehdejší ministerský předseda William Gladstone. Novogotickou budovu koleje na Shakespearově ulici formálně otevřel v roce 1881 syn královny Viktorie princ Leopold. V zahajovacím roce měla kolej 4 profesory, kteří přednášeli literaturu, fyziku, chemii a přírodopis. Záhy však přibyly další katedry – strojírenství roku 1884, filozofie roku 1893, francouzštiny roku 1897 a pedagogiky v roce 1905. Téhož roku se od sebe oddělily katedry fyziky a matematiky, čímž vznikly dvě samostatné katedry. Roku 1911 došlo k vytvoření kateder angličtiny a hornictví, následujícího roku přibyla ekonomika a geologie kombinovaná s geografií. V roce 1914 došlo rovněž na historii, roku 1923 na katedru vzdělávání dospělých a konečně v roce 1925 byla otevřena i katedra farmacie.

### Rozvoj

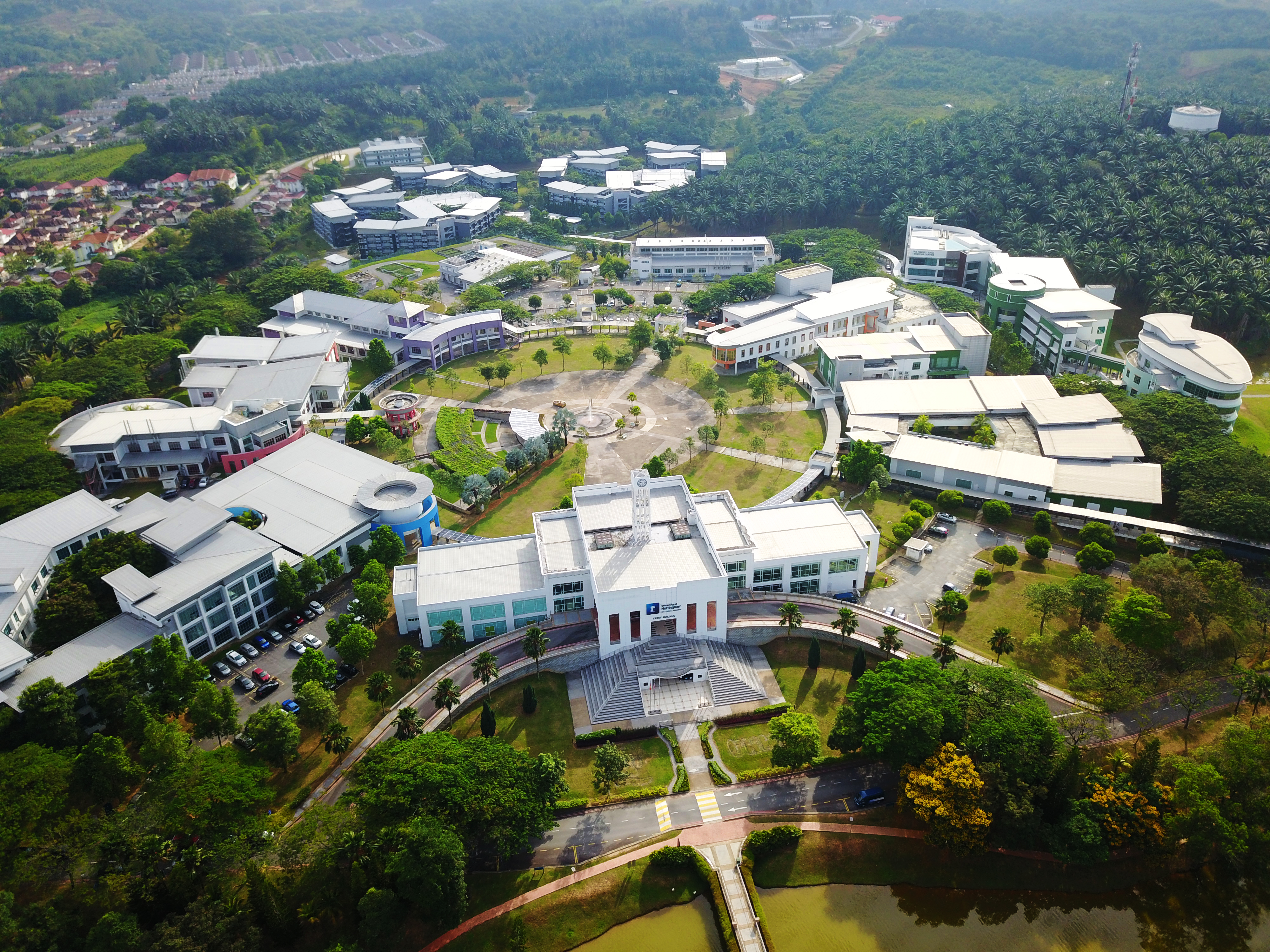
Univerzitní kampus v malajském Semenyihu

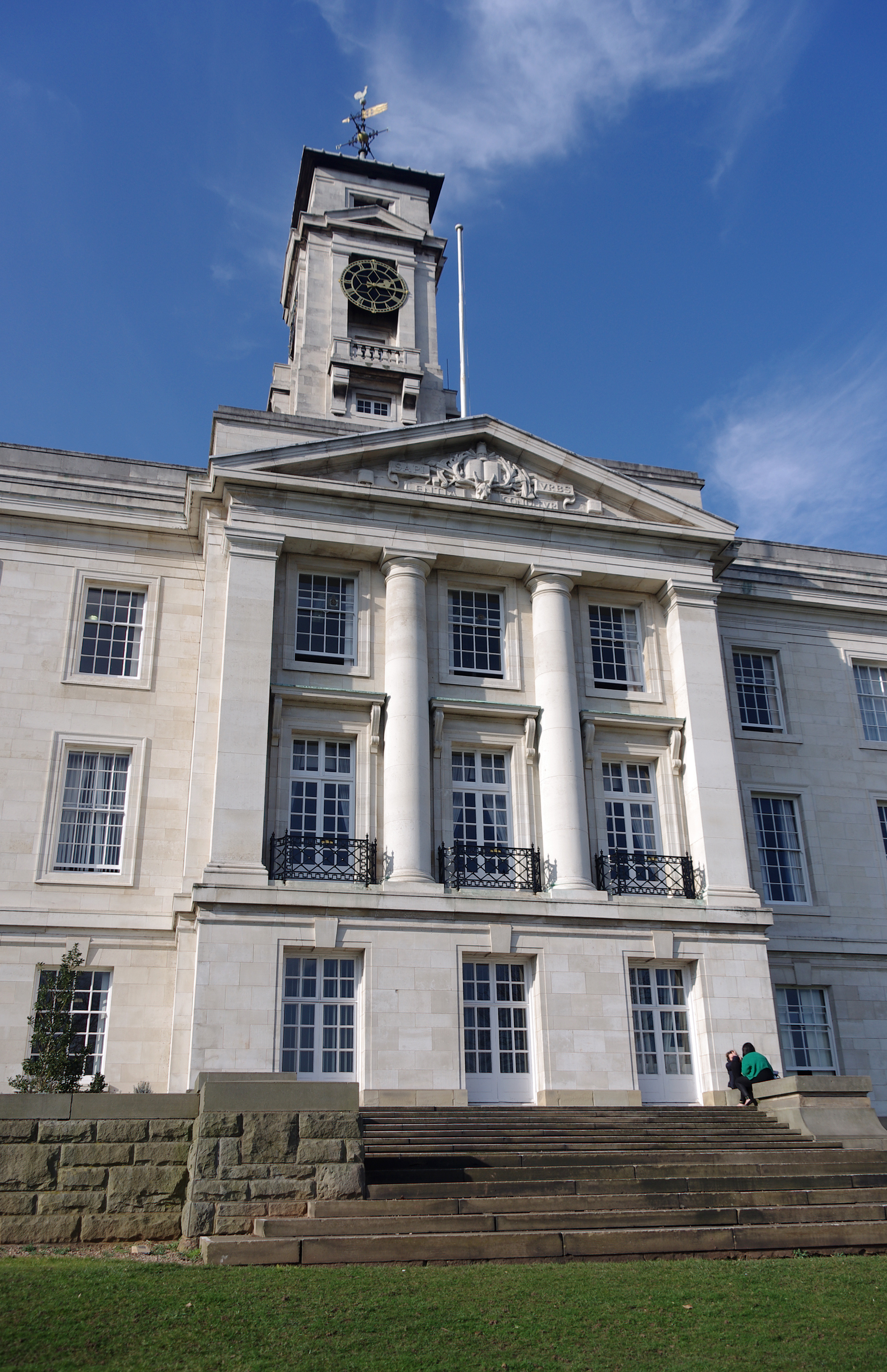
Jižní průčelí Trentovy budovy

Ve 20. letech minulého století došlo k podstatnému rozšíření univerzitní koleje, když se přestěhovala z centra města do rozlehlých prostor na jeho okraji. Nový kampus, nazvaný Univerzitní park, byl dokončen roku 1928. Celý projekt byl financován z nadačního fondu, příspěvků veřejnosti a štědrosti sira Jesseho Boota, který v roce 1921 daroval městu Nottingham 14hektarový pozemek usedlosti Highfields. Boot se spolu s dalšími mecenáši snažil vybudovat prvotřídní univerzitní areál zpřístupňující vědění širší veřejnosti, kde by se věda propojovala s průmyslem pro blaho země a jejích obyvatel.  Doufal přitom, že přestěhování vyřeší problémy, s nimiž se Univerzitní kolej Nottingham potýkala ve stísněných prostorách budovy na Shakespearově ulici. Boot stanovil, že zatímco část pozemků usedlosti Highfields, které leží směrem na jihozápad od města, připadne koleji, zbytek bude sloužit pro rekreaci obyvatel města. Veřejný park s jezírkem na protější straně Univerzitního bulváru byl dokončen v roce 1926.
Původní budova univerzitní koleje na Shakespearově ulici v centru Nottinghamu, známá jako Arkwrightova budova, je dnes součástí městského kampusu Nottinghamské Trentovy univerzity.
Potřebám Univerzitní koleje Nottingham původně sloužila Trentova budova, impozantní stavba z bílého vápence s výraznou věží s hodinami, kterou navrhl architekt Morley Horder a 10. července 1928 ji slavnostně otevřel král Jiří V. V počátečních letech na novém místě přilákala kolej řadu pozoruhodných přednášejících včetně takových, jako byli Albert Einstein, H. G. Wells či Mahátma Gándhí. Tabuli, kterou v době, kdy přednášel na nottinghamské univerzitní koleji, používal Albert Einstein, zde dosud na katedře fyziky pietně opečovávají.
Kromě přestěhování na nové místo se toho na Univerzitní koleji Nottingham v meziválečném období příliš nezměnilo. V roce 1933 byla otevřena katedra slovanských jazyků (později slovanských studií), přičemž ruština se na koleji vyučovala již od roku 1916. V letech 1933– 1934 se osamostatnily obory elektrotechnika, zoologie a geografie, jež byly předtím spojeny s jinými obory. Další zlepšení však oddálilo vypuknutí 2. světové války v roce 1939.

### Status univerzity

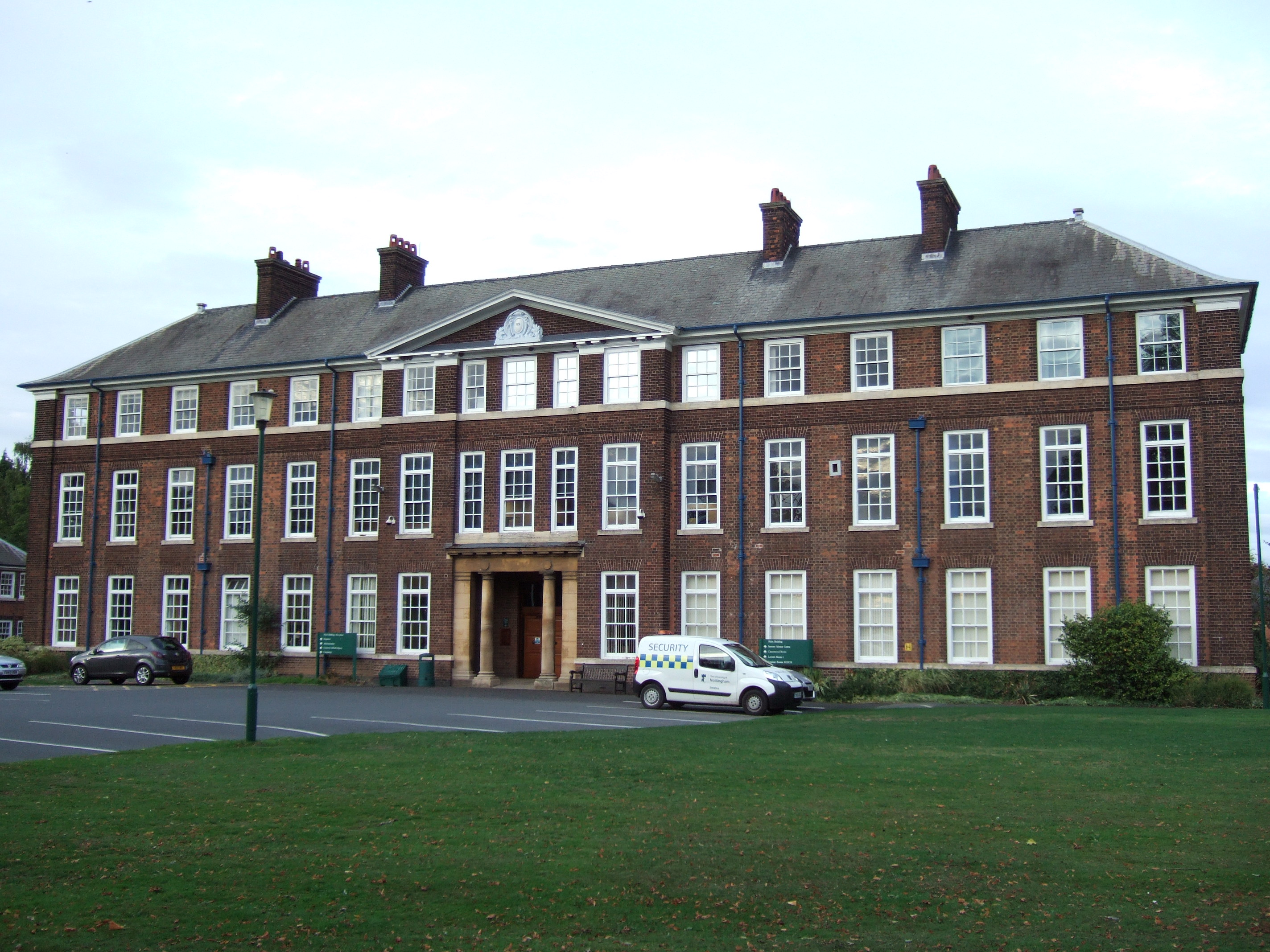
Původní hlavní budova bývalé Midlandské zemědělské a mlékárenské koleje v Sutton Boningtonu

Studenti Univerzitní koleje Nottingham získávali svoje akademické hodnosti na Londýnské univerzitě. Avšak v roce 1903 obdržela kolej královskou výsadní listinu, jíž jí byl udělen status univerzity. Získala tak oprávnění udělovat akademické tituly. Roku 1948 se z Univerzitní koleje Nottingham stala Nottinghamská univerzita (University of Nottingham).
Koncem 40. let se s univerzitou spojila Midlandská zemědělská a mlékárenská kolej v obci Sutton Bonington, čímž vzniklo zemědělské středisko s vlastní výzkumnou farmou o rozloze 4,2 km2. V roce 1956 byl dokončen Portlandův dům, jímž byl završen komplex Trentovy budovy. Roku 1970 uvedla univerzita do chodu první novou lékařskou fakultu ve Spojeném království ve 20. století.
V roce 1999 byl na místě, kde dříve stávala Továrna na jízdní kola Raleigh, otevřen Jubilejní kampus, který je od hlavního kampusu univerzity vzdálen jednu míli (1,6 km). Univerzita se poté začala rozšiřovat i do zámoří, když otevřela kampusy v Malajsii (v roce 1999) a v Číně (v roce 2004). Roku 2005 byl poblíž University parku otevřen kampus King's Meadow.